# Adolf Lindstrøm

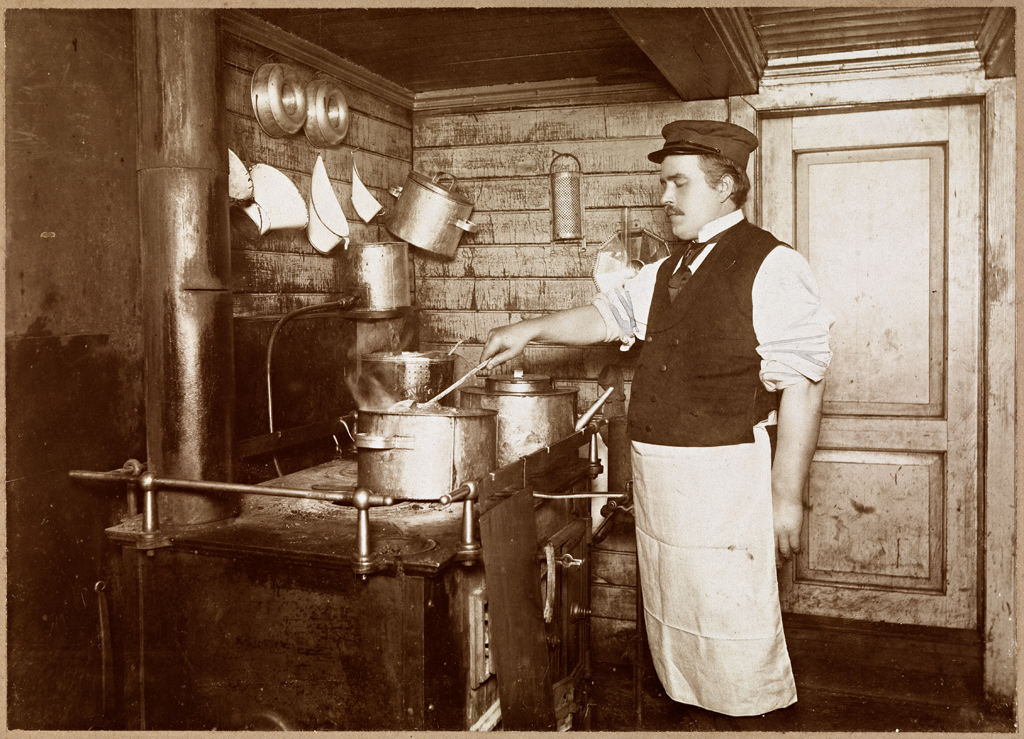
Adolf Lindstrøm

Adolf Lindstrøm podczas ekspedycji z lat 1910-1912

Adolf Lindstrøm (ur. 17 maja 1866  w Hammerfest, zm. 21 września 1939  w Oslo) – norweski kucharz i polarnik, uczestnik ekspedycji statku Gjøa z lat 1903-1906 oraz wyprawy Amundsena na biegun południowy z lat 1910-1912.

## Życiorys

### Dzieciństwo i młodość
Urodził się 17 maja 1866 roku w Hammerfest, na północy Norwegii. Był najstarszym z trójki dzieci drwala Johana Hansena Lindstrøma oraz Marie Matilde Johannesdatter Ruonaty, pochodzących z Kemi w północnej Finlandii. Ze względu na trudną sytuację finansową rodziny musiał podjąć pracę w młodym wieku. Gdy miał 15 lat, rozpoczął pracę na statkach łowców fok. W 1886 roku przeniósł się na Lofoty, gdzie pracował jako mechanik. Następnie pływał na frachtowcu. W 1896 roku został zatrudniony jako kucharz na statku Fram po jego powrocie z Arktyki. Poznał wówczas dwóch znanych norweskich polarników – Fridtjofa Nansena oraz Otto Sverdrupa.
W 1898 roku Otto Sverdrup zaproponował mu udział w kolejnej wyprawie statku Fram, mającej na celu zbadanie północno-zachodniej Grenlandii oraz Archipelagu Arktycznego. Do jego głównych zadań podczas trwającej do 1902 roku ekspedycji należało – poza gotowaniem – zbieranie i przechowywanie próbek skał oraz oprawianie skór. Przez pozostałych członków wyprawy był również wspominany jako osoba pełna humoru, utrzymująca wysokie morale wśród załogi.

### Współpraca z Amundsenem
Po powrocie do Norwegii w 1902 roku, Roald Amundsen za radą Sverdrupa zaproponował mu uczestnictwo w ekspedycji statku Gjøa, mającej na celu odnalezienie Przejścia Północno-Zachodniego. Mimo początkowego braku zainteresowania projektem i planami wyruszenia do Ameryki Północnej na innym statku, Lindstrøm dołączył w 1903 roku do ekipy Amundsena. Dzięki swemu doświadczeniu w tego typu wyprawach był w stanie wykorzystywać w kuchni mięso z tamtejszych zwierząt, takich jak foki, renifery i piżmowoły. Do posiłków dodawał także powszechnie występujące na wysokich szerokościach geograficznych maliny moroszki, dzięki czemu podczas wypraw, w których uczestniczył, wśród załogi nie pojawiał się szkorbut. Ponadto, służył jako pomoc medyczna. Gdy w 1905 roku poważnie zachorował Gustav Juel Wiik, Lindstrøm opiekował się nim aż do jego śmierci. Podczas wyprawy statku Gjøa Lindstrøm zajmował się także kolekcjonowaniem gatunków roślin i zwierząt na zlecenie Uniwersytetu w Oslo.
W 1906 roku, po przekroczeniu przez wyprawę Cieśniny Beringa i dotarciu do San Francisco, powrócił do Norwegii. Potem powrócił jednak do Ameryki, gdzie przez sześć miesięcy pracował dla US Navy. Następnie pracował jako palacz na pływających po Pacyfiku statkach handlowych oraz jako kucharz na statkach łowców fok. W 1910 roku powrócił do Europy, gdzie został zaproszony przez Amundsena do uczestnictwa w jego kolejnej wyprawie na biegun północny. Propozycję tę przyjął, a we wrześniu 1910 roku, na krótko przed opuszczeniem przez należący do ekspedycji statek Fram Madery, dowiedział się o prawdziwym celu wyprawy, jakim był biegun południowy.
Podczas pobytu uczestników wyprawy na Antarktydzie był odpowiedzialny za sprawowanie nadzoru nad bazą Framheim, polowanie na foki i pingwiny oraz przygotowywanie posiłków. Gdy 15 października 1911 roku część załogi na czele z Amundsenem wyruszyła na biegun południowy, zaś 1 listopada trzech badaczy na czele z Kristianem Prestrudem rozpoczęli wędrówkę na Półwysep Edwarda VII, Lindstrøm na dwa miesiące pozostał w bazie sam. Po powrocie polarników do bazy w styczniu 1912 roku rozpoczął wspólnie z całą załogą podróż do Buenos Aires przez Hobart na Tasmanii. Następnie, gdy większość spośród jego towarzyszy powróciła do Norwegii na innym statku, on pozostał na Framie i udał się wraz z nim do ojczyzny w 1914 roku.

### Dalsze podróże
Po spędzeniu trzech dni w domu zapisał się na organizowaną przez Otto Sverdrupa wyprawę statku Eclipse, mającą na celu odnalezienie zaginionej rosyjskiej ekspedycji na północnym wybrzeżu Syberii. Podczas wyprawy tej, trwającej od 1914 do 1915 roku, Lindstrøm odbył wraz z towarzyszami długą na 275 kilometrów podróż przy pomocy psich zaprzęgów, zaś po odnalezieniu grupy 60 Rosjan był odpowiedzialny za dostarczenie im pełnowartościowych posiłków. W latach 1915–1916 powrócił na Syberię wraz z dowodzoną przez Jonasa Lieda ekspedycją w dorzecze Jeniseju. Miał wówczas wspólnie z dowódcą wyprawy pozyskać kilka husky syberyjskich dla Amundsena.

### Po powrocie do Norwegii
21 marca 1917 roku poślubił młodszą od siebie o 11 lat właścicielkę perfumerii Olgę Johannę Olsen. Następnie zamieszkał wraz z nią w Oslo. W tym samym roku miał wyruszyć wraz z Amundsenem na kolejną wyprawę na Archipelag Arktyczny, lecz podczas załadunku sprzętu na statek Maud przeszedł udar mózgu, w wyniku którego doszło do paraliżu lewej nogi. Oznaczało to koniec jego kariery jako polarnika. Od tego czasu pobierał od rządu Norwegii emeryturę w wysokości 2 tysięcy koron norweskich rocznie.
W ciągu kolejnych kilkunastu lat prowadził wykłady dotyczące jego podróży na biegun południowy. 17 maja każdego roku, podczas Dnia Konstytucji i urodzin Lindstrøma zarazem, przed jego domem przechodził dziecięcy pochód śpiewający pieśni. W 1930 roku zmarła żona Lindstrøma, po czym przeniósł się on do domu seniora. W 1936 roku został zaproszony na uroczystości 25. rocznicy dotarcia ekspedycji Amundsena na biegun północny, lecz był zbyt słaby, by wziąć w niej udział. W ostatnich latach życia zdiagnozowano u niego cukrzycę. 21 września zmarł na zawał serca w Szpitalu Uniwersyteckim w Oslo.

## Odznaczenia i upamiętnienie
Spora kolekcja roślin, odłamków roślin i wypchanych ptaków, jaką zgromadził Lindstrøm została przekazana Uniwersytetowi w Oslo. Część prywatnych pamiątek włączono natomiast do kolekcji Norweskiego Muzeum Morskiego.
Lindstrøm został odznaczony krzyżem kawalerskim Orderu Świętego Olafa, Królewskim Medalem Zasługi oraz Złotym Medalem Bieguna Południowego (norw. nynorsk Sydpolsmedaljen), ustanowionym przez króla Haakona VII z okazji dotarcia ekspedycji Amundsena do bieguna południowego. Jego imieniem została także nazwana położona na Antarktydzie Góra Lindstrøma.